# Germinal (revue)
Pour les articles homonymes, voir Germinal (homonymie).
Germinal est une revue hebdomadaire collaborationniste française parue du 28 avril au 11 août 1944, et prônant une Europe unifiée et socialiste sous l'égide de l'Allemagne. Ce journal gravite dans l'orbite intellectuelle du RNP de Marcel Déat.

## Historique
En avril 1944, l'ambassade d'Allemagne à Paris, qui a interdit en 1942 la revue de Charles Spinasse, Le Rouge et le Bleu, d'inspiration collaborationniste, socialiste et « européenne », souhaite lui trouver un successeur et aide au lancement d'une nouvelle publication pour fédérer la même mouvance.
Germinal vise donc à fédérer certains « collaborateurs de gauche », qui écrivent déjà dans le quotidien La France socialiste. Il est financé par le trust allemand Hibbelen, lié à l'ambassade allemande, qui contrôle alors des quotidiens parisiens comme Aujourd'hui ou Les Nouveaux Temps et a des parts dans le capital d'autres comme L'Œuvre ou Le Matin. 
Le premier numéro de Germinal paraît dans les kiosques le 28 avril 1944. Sous son titre, ce bandeau : « Hebdomadaire de la pensée socialiste française ». Chaumet affirme que Germinal est « le journal des ouvriers, des socialistes, de la majorité de ceux qui vivent par leur travail » et œuvre « pour le travail et la paix » tandis que Rives exalte le « socialisme européen » qui veut « reconstruire une Europe réconciliée dans la paix et la consolider dans la justice sociale », contre les Anglo-Américains et le bolchevisme,. Ce premier numéro donne la parole à Marcel Déat, évoque Louise Michel, « une femme socialiste au siècle dernier » et Jean Jaurès, publie un extrait du roman L'Hôtel du Nord d'Eugène Dabit, un article de Jamet sur Louis-Ferdinand Céline, etc.
La direction politique de Germinal est assurée par l'ancien député socialiste de l'Allier Paul Rives, membre du RNP, qui y écrit des éditoriaux consacrés au socialisme et en faveur de la collaboration, contre les conséquences du débarquement de Normandie et la « dissidence » gaulliste. Claude Jamet, ancien secrétaire fédéral de la SFIO, y exerce la responsabilité de rédacteur en chef et André Chaumet celle de directeur. Ce-dernier est issu de l'extrême droite fascisante, contrairement à la plupart des collaborateurs de l'hebdomadaire; il a fondé et présidé en 1934-1935 un Parti populaire socialiste national avant de se rallier au Francisme de Marcel Bucard. Membre du Parti populaire français (PPF), il a été le directeur de la revue Notre Combat pour la Nouvelle France socialiste (août 1941-avril 1944), publiée par le Comité d’action antibolchévique, dont il est l'un des animateurs. Cet antisémite, vice-président de l'Association des journalistes antijuifs, a dirigé et dirige aussi les revues Le Cahier jaune et Revivre. Lié aux services de propagande nazis depuis 1935, c'est un familier de la Propagandastaffel et de l’ambassade d’Allemagne. Il a collaboré de 1940 à 1942 à Paris-Soir et au Matin depuis 1942. Rives a préfacé une bgochure anticommuniste de Chaumet, Le chemin de la mort, en 1943.
L'audience reste confidentielle, et l'approche de la Libération met fin à la revue après seulement 16 numéros.

## Collaborateurs
Tous les rédacteurs sollicités, ou presque, sont d'anciens membres de la SFIO, de la tendance pacifiste et anticommuniste. Ces personnalités de gauche se déclarent socialistes et pacifistes. Elles se sont ralliées à la Collaboration franco-allemande en 1940, sont liées ou membres de la Ligue de pensée française. Parmi eux : Claude Jamet, Paul Rives, Marcelle Capy, Félicien Challaye, Léon Émery, Francis Delaisi, Ludovic Zoretti, ancien responsable de la CGT et de la SFIO, où il fut l'adversaire acharné de Léon Blum, « le belliciste », Robert Jospin ou encore Pierre Vaillandet. Albert Paraz, Marcel Brébant, Jean Ajalbert, Maurice Rostand, Pierre Hamp, Gérard de Lacaze-Duthiers, Georges Dumoulin, Francis Desphilippon (ancien dreyfusard), Louis Loréal et Armand Charpentier (franc-maçon, ancien dreyfusard) y écrivirent aussi des articles. Certains sont ou ont été professeurs : Rives, Jamet, Zoretti, universitaire, Jospin, Émery.
On retrouvera plus tard la plupart de ces personnalités au Parti socialiste démocratique.